# Діоніс
Діо́ніс (грец. Διώνυσος, Dionysos, Bakchos, Liber), Вакх, Ба́хус (грец. Βακχος, лат. Bacchus, епітети Елевтерій (грец. Eleutherius — визволитель); Галієй), Бромій — один із найпопулярніших богів Давньої Греції, бог рослинності, родючості, вологи, покровитель виноградарства й виноробства. У переносному розумінні Діоніс, Бахус або Вакх — вино і пов'язані з ним веселощі.

## Діоніс у міфах

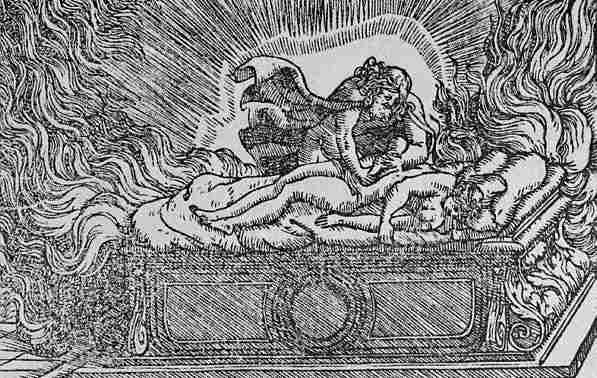
Гравюра "Зевс рятує немовля Діоніса з полум'я" (1558)

### Народження і юність
В Евріпіда записано первісний грецький міф про народження Діоніса від фіванської царівни Семели й Зевса, який відвідав її в образі смертного чоловіка. Перед народженням Діоніса ревнива Гера порадила Семелі попросити Зевса, щоб він постав перед нею в усій своїй величі та блиску. Зевс виконав її прохання, але при цьому спалив свою коханку блискавками. Проте він встиг урятувати недоношеного сина, якого зашив собі в стегно, а потім, коли дитині надійшов час з'явитися на світ, віддав його на виховання німфам долини Ніси. Там, у лісових нетрях молодий бог уперше знайшов виноградну лозу, тут же зав'язалася тісна дружба з лісовими божествами — силенами, сатирами, німфами й кентаврами.
У низці інших античних авторів згадується доповнений варіант міфу. За наказом ревнивої Гери новонародженого Діоніса схопили титани. Той, хоч умів перетворюватися на різних тварин, не зміг протистояти нападникам і ті розірвали Діоніса на шматки. З пролитої при цьому крові виникло гранатове дерево, що має криваво-червоні плоди. Останки юного бога вони зварили в казані, проте Рея склала їх докупи й оживила Діоніса. Зевс доручив доглядати за ним Персефоні, котра віддала хлопчика цареві Афаманту, що сховав його у жіночій половині палацу, перевдягнувши дівчинкою. Та Гера все ж відшукала Діоніса й помстилася Афаманту та його дружині Іно, наславши на них божевілля. Цар убив свого сина Леарха, сприйнявши його за оленя.
За проханням Зевса Діоніса прихистили німфи гори Ніса. Гермес тимчасово перетворив Діоніса на ягня (чи козеня), поки той не виріс. За догляд за сином Зевс винагородив німф, помістивши їх на небі як сім зір Гіад. На схилах Ніси Діоніс винайшов виготовлення вина, чим найбільше відомий.

### Подорожі Діоніса

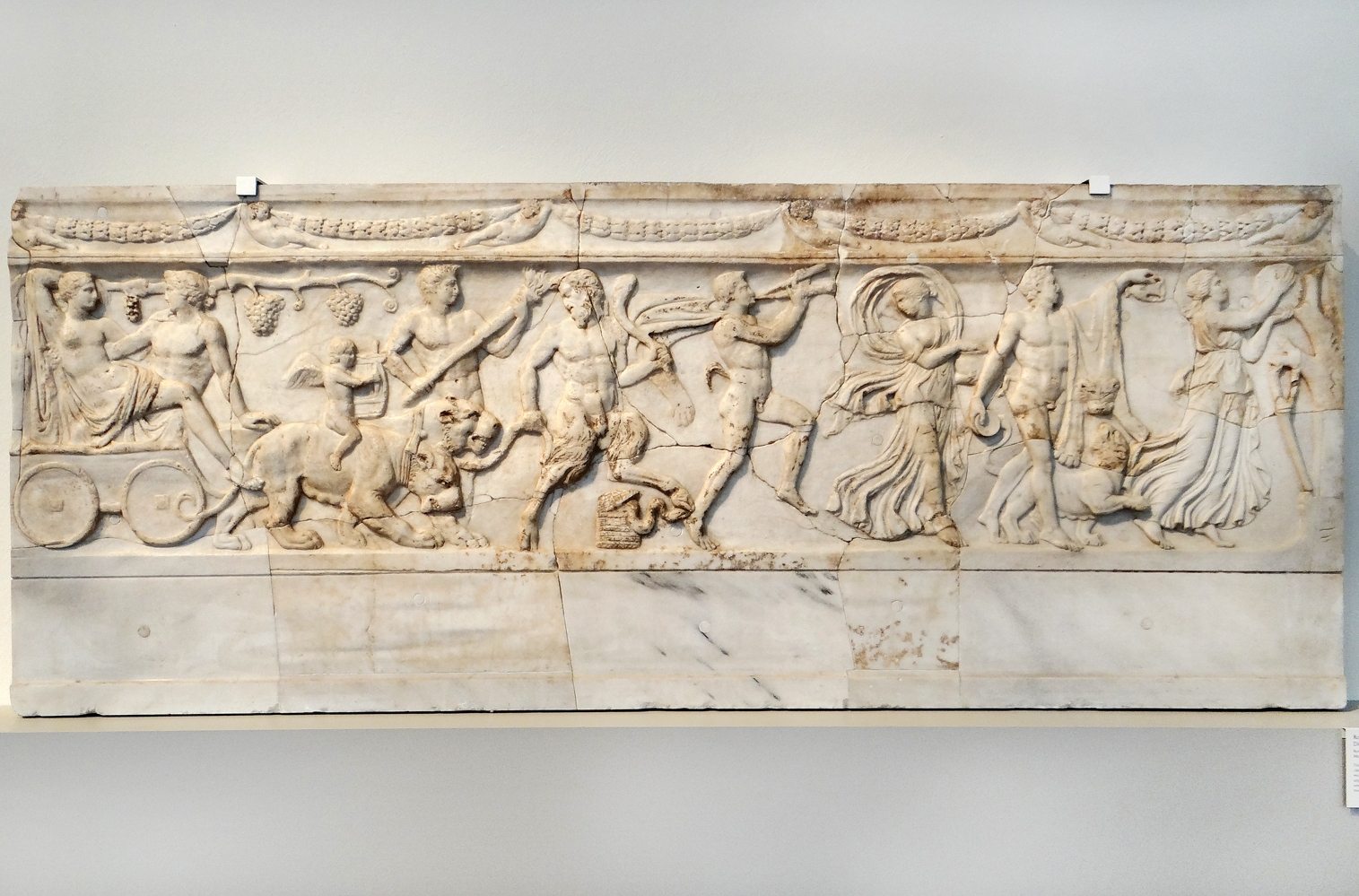
Сцена з міфу про Діоніса та Аріадну. Процесію очолюють менади і сатири, що грають і танцюють, Діоніс і Аріадна ліворуч у колісниці, запряженій пантерами, мармур, Старий музей, Берлін (110-130)

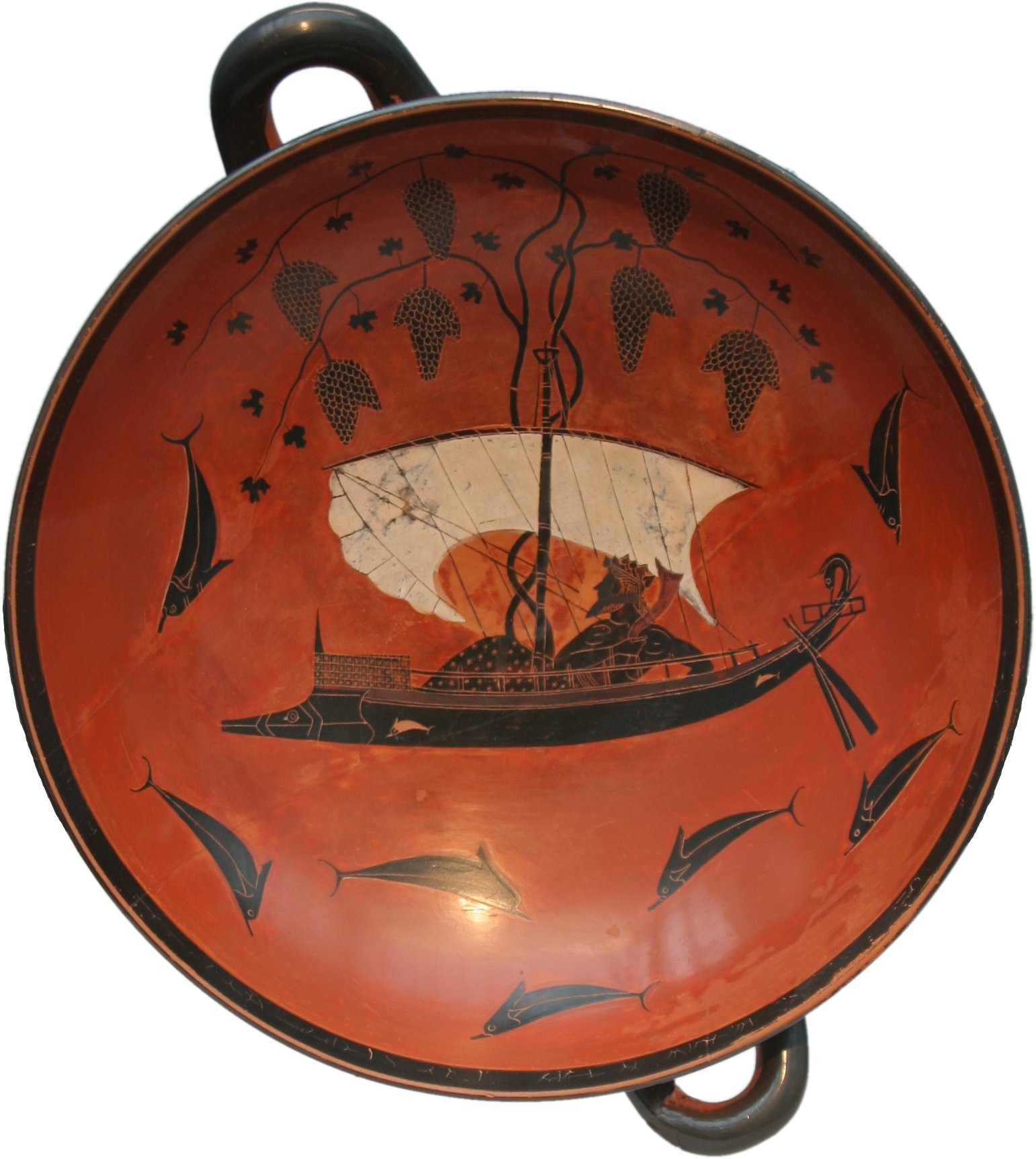
Діоніс у човні, пливе серед дельфінів. Античний чорнофігурний килик, Ексекій (бл. 530 до н.е.)

Гера визнала змужнілого Діоніса сином Зевса, але наслала на нього безумство. В супроводі Силена, сатирів і менад Діоніс став вештатися по всьому світу. За зброю їм слугували обвиті плющем жезли, змії та трещітки, що жахало зустрічних. Опинившись у Єгипті, Діоніс переконав місцевих цариць амазонок піти війною на титанів і повернути відібране ними царство Аммона законному власнику. Похід вдався і це стало першою з перемог Діоніса, попри прокляття Гери.
Дорогою до Індії Діоніс опинився біля міста Дамаск, де його не забажали прийняти. За це бог здер з дамаського царя шкіру, з плюща й виноградної лози створив міст і, перетнувши річку Євфрат, вирушив далі. Через наступну річку (Тигр) йому допоміг перебратися тигр, посланий Зевсом. До прибуття в Індію Діоніс покоряв місцеві народи, засновував міста і навчав людей виноградарству. Також він переслідував орди амазонок, які врятувалися тільки в Ефесі, де відтоді жили їхні нащадки. Поле битви з амазонками, що не зуміли сховатися, отримало назву Пангема — «криваве». З Індії Діоніс привів слонів, але частина їх померла на шляху до Європи, а їхні кістки лишилися на місці як нагадування про подорож бога.
Коли Діоніс повернувся до Греції, у Фригії Рея (чи Кібела за іншими варіантами) очистила його від всіх скоєних убивств і посвятила в свої містерії. Після цього Діоніс напав на Фракію, але отримав несподіваний опір царя Лікурга. Той полонив усе його військо, а сам Діоніс утік, кинувшись у море, та сховався в гроті Фетіди. Рея помстилася Лікургу, зробивши божевільним його самого. Той зарубав сокирою власного сина і розрубав тіло на шматки. Через цей злочин вся фракійська земля стала безплідною. Діоніс оголосив, що земля стане родити тільки після смерті царя. Піддані Лікурга відвели царя на гору Пангей, де його вбили дикі коні.
У Беотії Діоніса з його військом прихистив цар Пенфей, але обурився його поведінкою. Він наказав взяти бога в полон, але втративши глузд закував у ланцюги бика. Діоніс же з менадами вирішив далі. Коли Панфей кинувся наздоганяти їх, сп'янілі менади розірвали його надвоє. Матір Пенфея Агава, збожеволівши, відірвала цареві голову.
У Орхомені запрошення Діоніса приєднатися до нього відкинули три доньки царя Мінія. Почувши це, Діоніс перетворився на лева, потім бика і пантеру, а доньки Мінія збожеволіли, побачивши це. Одна з них, Левкіппа, вбила свого сина Гіппаса, після чого сестри з'їли його труп. Гермес перетворив їх на птахів, або, за іншими переказами, Діоніс обернув сестер на кажанів. Для спокути злочину відтоді в Орхмені щороку святкували агріонії, коли обрані дівчата приходили до храму Діоніса, а жрець убивав першу з них, яку спіймає.
Після того як вся Беотія дізналася про Діоніса і визнала його божественість, бог вина вирушив подорожувати островами Егейського моря. В морі він потрапив до піратів, що замислили продати Діоніса в рабство, не знаючи хто він. Діоніс зробив так, щоб з палуби виросли виноградні лози, весла перетворив на змій, а сам став левом. Корабель наповнили привиди і зазвучали примарні флейти. Нажахані пірати викинулися за борт і стали дельфінами.
У Наксосі Діоніс зустрів покинуту Тесеєм Аріадну і одружився з нею. Вона народила Діонісу Енопіона, Фоанта, Стафіла, Латроміду, Еванта і Тавропола. Пізніше Діоніс помістив весільний вінець Аріадни на небо серед зірок.
Одного разу від його почту відбився сатир Сілен, якого прийняв цар Мідас. У подяку за повернення сатира Діоніс пообіцяв виконати будь-яке бажання царя. Жадібний до золота, Мідас захотів, щоб все, чого він торкнеться, ставало золотом. Однак, на золото перетворювалися окрім іншого їжа і пиття, тож Мідасові стала загрожувати голодна смерть. Він випросив у Діоніса забрати дар. Бог порадив омитися в річці Пактол. Мідас втратив свою здатність, а пісок Пактола відтоді став золотоносним.
З Наксоса Діоніс вирушив до Аргосу, де Персей напав на його прибічників. В покарання за це бог зробив жінок Аргосу божевільними і вони стали поїдати своїх дітей. Припинилося це лихо тільки тоді, коли Персей звів на честь Діоніса храм. Тепер весь світ знав про Діоніса і він піднявся на Олімп та посів своє місце серед інших богів.

### Діоніс-олімпієць
Богиня-покровителька домашнього вогнища Гестія поступилася місцем Діонісу за столом богів. Той натомість постановив щоб її гостинно зустрічали в кожному грецькому місті, яке вона забажає відвідати. Після цього Діоніс спустився до Тартару, де підкупив Персефону і вивів звідти свою доти померлу матір Семелу. Але щоб інші духи померлих не забажали так само ожити, Семела змінила ім'я на Тіону.

## Культ Діоніса

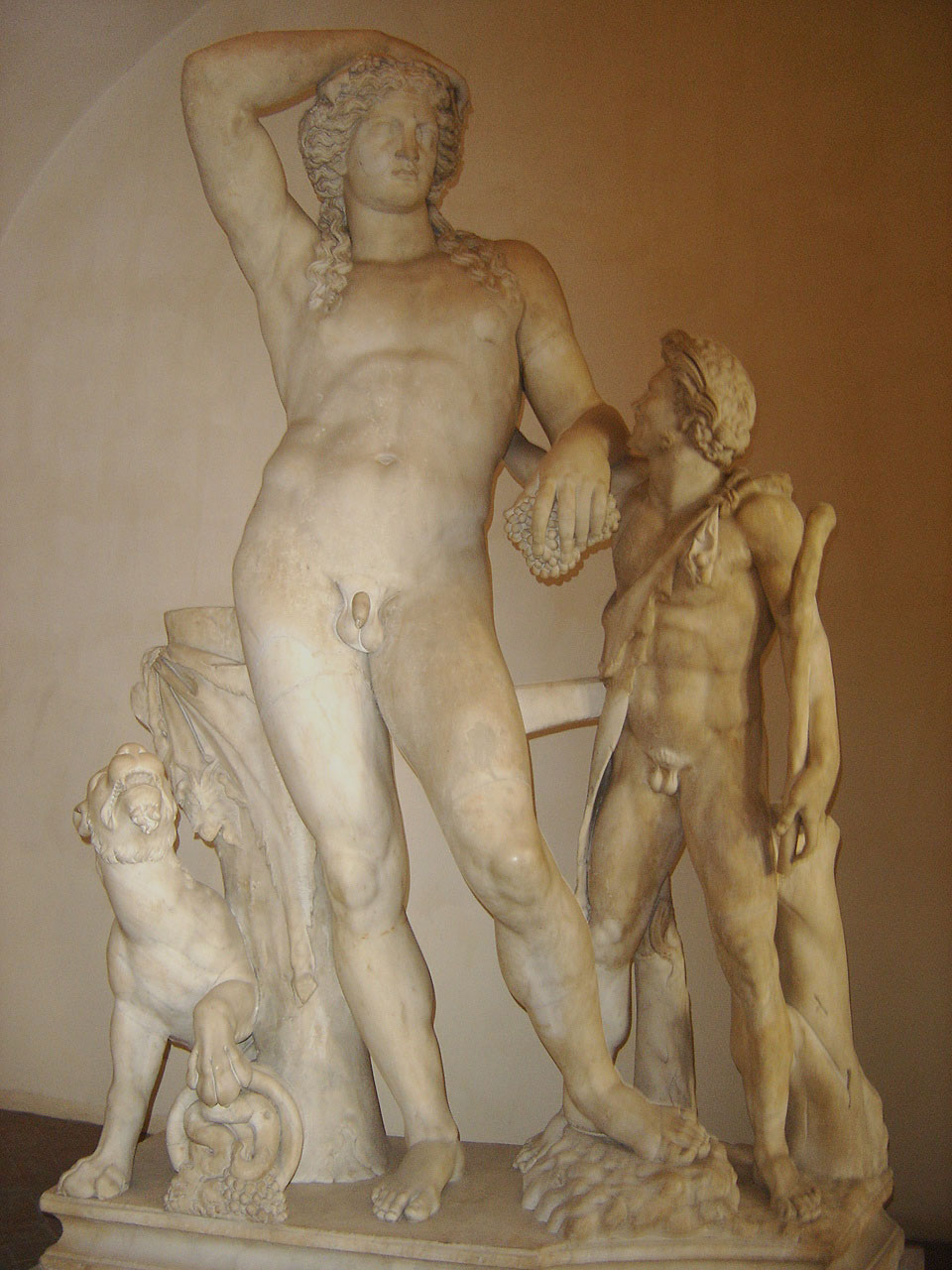
П'яний Діоніс і Сатир. Римська копія з мармуру (II ст.)

### Розвиток
Найраніші свідчення культу Діоніса присутні на Криті. Це напис лінійним письмом Б «Амфора меду для Діоніса» (XV—XII ст. до н. е.). У грецькому пантеоні Діоніс (разом із Зевсом) поглинув роль фригійського божества Сабазія. У римському пантеоні Сабазій став альтернативним ім'ям Вакха.
Міфи про переслідування Діоніса в деяких місцевостях Еллади свідчать про те, що оргіастичний культ, який прийшов із Фракії, зустрів значний опір, перш ніж був прийнятий греками. До кінця VII — початку VI ст. до н. е. Періандр (тиран Коринфа), Клісфен (тиран Сікіона) та Пісістрат (тиран Афін) вирішили визнати культ Діоніса та встановити офіційні свята на його честь.
Орфіки вірили, що Діоніс народився двічі. Перший Діоніс (також відомий як Загрей) був сином Зевса та Персефони. Його вбили та розчленували титани, але потім він народився вдруге від Семели. Есхіл називав Загрея сином Аїда чи самим Аїдом.

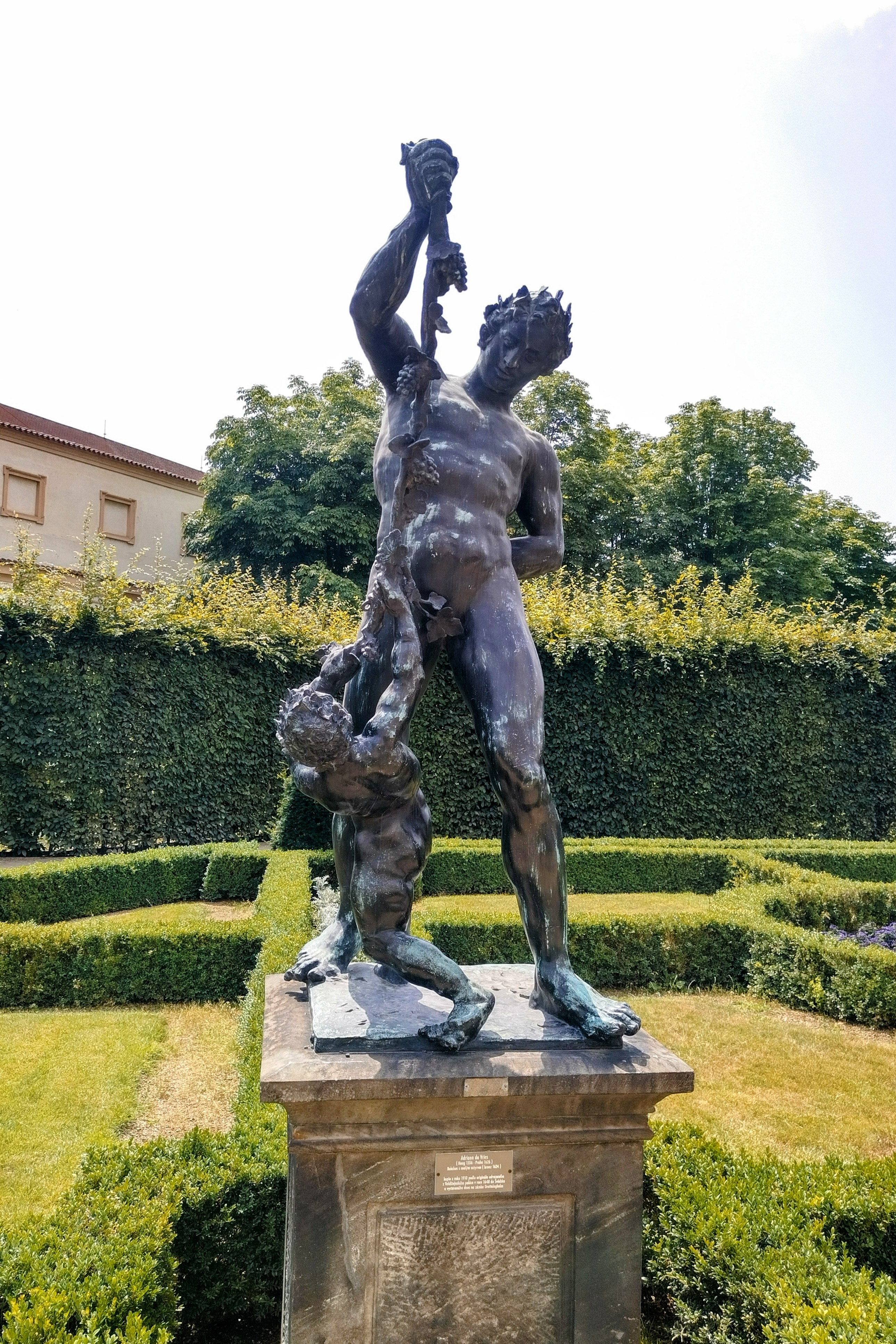
Статуя Діоніса. Адріан де Врис, парк Валдштейнського палацу, Прага

Геродот зазначав, що багато греків вважали єгипетського Осіріса тим самим божеством, що й Діоніс. Діоніс-Осіріс був особливо популярний у Птолемеєвому Єгипті, оскільки династія Птолемеїв стверджувала, що походить від Діоніса, а як фараони вони претендували на родовід від Осіріса.
Британський теолог Едвард Кесслер стверджував, що діонісійський культ розвинувся в суворий монотеїзм до IV ст. н. е. Разом з мітраїзмом та іншими течіями культ утворив «язичницький монотеїзм», який прямо конкурував із раннім християнством пізньої античності. Джон Моулс вважав, що культ Діоніса вплинув на раннє християнство та його центральну постать божества-рятівника. Зокрема, Моулс стверджує, що біблійна книга про Діяння Апостолів було під сильним впливом «Вакханок» Евріпіда. Іспанський класицист Давид Ернандес де ла Фуенте пояснює паралелі в культах Діоніса та Ісуса Христа тим, що обидва розвивалися одночасно в однакових умовах Римської імперії. Обидві постаті реалізують сюжет про смерть і воскресіння чудотворця, що народився від смертної матері та безсмертного божества. Проте образ Діоніса ввібрав елементи біографії Александра Македонського з його походом на Індію. Смерть Діоніса в орфізмі протилежна за наслідком смерті Христа. Тоді як Христова смерть і воскресіння рятують людство, Діоніс/Загрей зумовлює зіпсутність людської природи, від якої потрібно очищуватися.
Британські дослідники Тімоті Фрек і Пітер Ганд висловили припущення, що християнство походить від діонісійських містерій, які практикували гностики (класично вважається, що християнство виникло перед гностицизмом). В їхньому трактуванні образ Ісуса Христа походить від Діоніса-Осіріса. Їхнє дослідження, втім, було широко критиковане як псевдонаукове.
Через три століття після правління Феодосія I, коли язичницьке поклоніння було заборонено по всій Римській імперії, 692-й собор у Константинополі визнав за необхідне застерегти християн від участі в постійному сільському поклонінні Діонісу. Рада засудила вакхічні обряди свята брумалій, «публічні жіночі танці», ритуальне переодягання, носіння діонісійських масок і закликання до імені Вакха, коли «вичавлюють вино в чавилах» або «розливають вино в глеки».
Сучасні неоязичники часто включають поклоніння Діонісу у свої традиції та практики, зокрема Вища рада етнічних еллінів. На додаток до виноробства, сучасні шанувальники Діоніса підносять богу виноградні лози, плющ і різні форми пахощів, зокрема стиракс.

### Свята
Культ Діоніса в Аттиці пов'язаний з циклом народних свят. Найголовніші з них такі:
1) малі, або сільські, діонісії, що влаштовувалися по селах у грудні (при першій пробі молодого вина). Тоді проходили веселі процесії з піснями, грубуватими жартами, танцями й імпровізованими виставами мандрівних акторів. Оскільки різні міста Аттики проводили свої фестивалі в різні дні, глядачі могли відвідати кілька фестивалів. Це також була можливість для громадян Афін виїхати за межі міста, якщо вони не мали можливості зробити це протягом решти року;
2) ленеї (свято винних чанів) — відзначалися в Афінах, в останні дні січня, із забавами, процесіями і театральними виставами;
3) антестерії, що відбувались 11 — 13 антестеріона (першого місяця весни). У перший день відкривали бочки, куштували свіже вино і робили символічні заручини дружини архонта з Діонісом. На другий день, у так зване «свято джбанів» змагалися, хто більше вип'є вина; переможець одержував кубок з вином, день закінчувався веселою процесією. Третій день відзначали постом і жертвами, залишаючи застелені столи для померлих;
4) великі, або міські, діонісії — свято весни, що тривало 6 днів від 28 березня до 2 квітня. Великі діонісії, також звані міськими діонісіями, проводилися в Афінах. З них походить театралізована трагедія, ймовірно запроваджена тираном Пісістратом у 534—531 роках до н. е. як хорове співання лірики. У святах брали участь усі громадяни Афін (як жінки, так і чоловіки) та гості з усієї Греції. На діонісії проводилися змагання трьох поетів-трагіків, яких судили судді, обрані за жеребом. У 486 р. до н. е. за приз змагалися також п'ять поетів-комедіографів.
У Римі відбувалися свята вакханалії на честь Вакха, греко-римського бога вина, розгнузданості, сп'яніння та екстазу. Вони засновувалися на грецьких діонісіях і Діонісійських містеріях. Ймовірно, близько 200 року до н. е. діонісії були занесені в Італію через грецькі колонії та з Етрурії, північного сусіда Риму. Поклоніння Діонісу могли принести до Риму полонені з колишнього грецького міста Тарент у південній Італії, захопленого в 209 році до н. е.
Тіт Лівій називав Пакуллу Анію, кампанську жрицю Вакха, засновницею неофіційних вакханалій в Римі, що відбувалися в гаю Стимула, де західний схил Авентинського пагорба спускається до Тибру. Вакханалії були популярні в плебеїв. Адже місцевий бог вина та родючості Лібер, божественний покровитель плебеїв, мав давній офіційний культ у сусідньому храмі, який він ділив із Керерою та Ліберою.

## У мистецтві

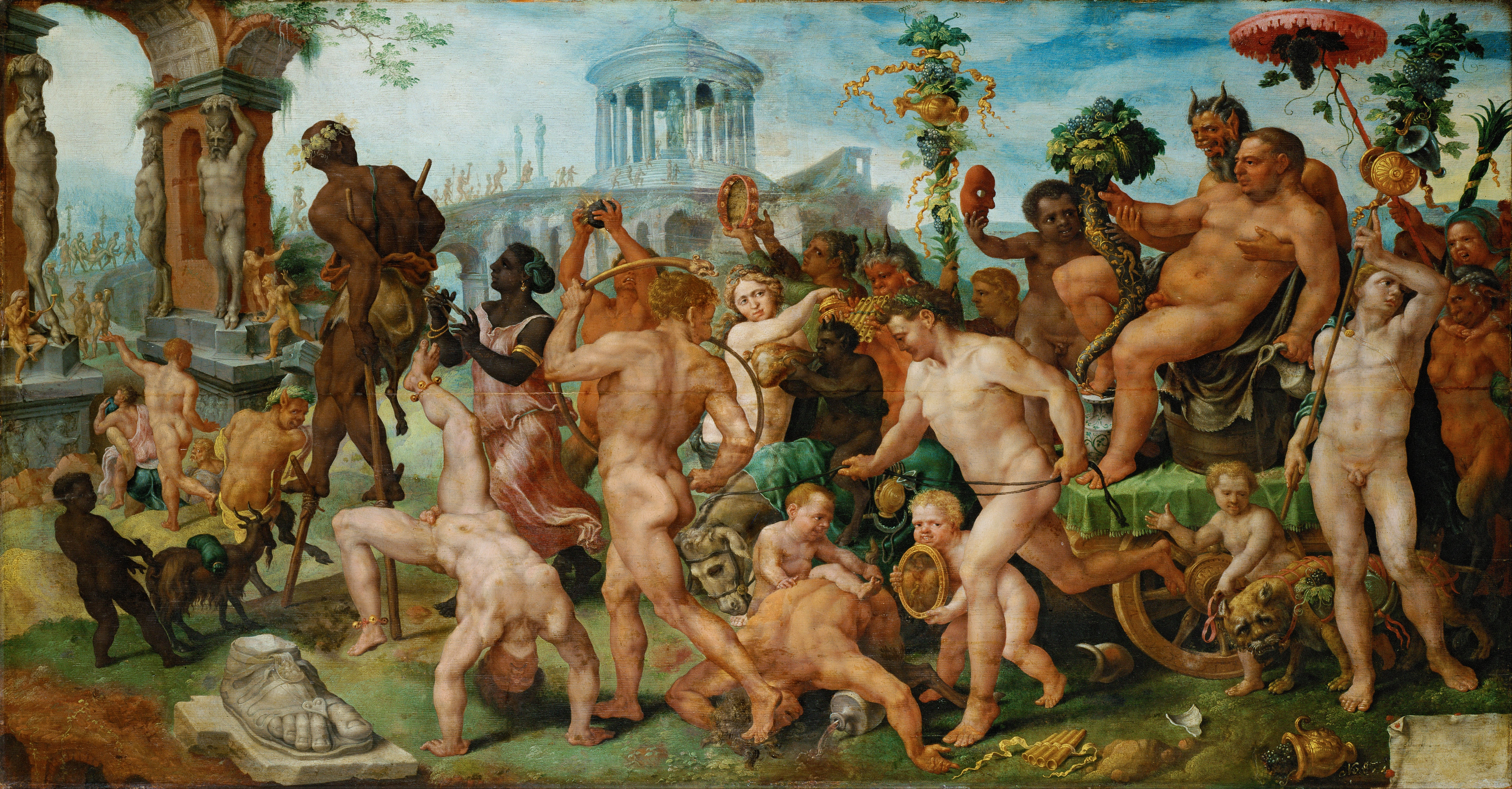
Тріумф Вакха. Мартен ван Гемскерк, Музей історії мистецтв, Відень (бл. 1536)

Античні статуї Діоніса можна поділити на два типи. Це — задрапований у пишні зборки східного царського одягу величний чоловік з довгим волоссям та густою бородою (індійський Діоніс) або вродливий оголений юнак з м'якими, майже жіночими рисами й вінком з виноградного листя на голові. Іноді зображувавсь навіть хлоп'ятком на руках у Гермеса (статуя Праксітеля). У численних статуях, барельєфах і картинах ми бачимо Діоніса молодим, гарним, свіжим, з надзвичайно делікатними, ніби випещеними рисами, у вінку з плюща або з виноградного листя, з тирсом у руках, з гроном винограду чи келихом з двома вушками (кантаром). Він відпочиває в затінку виноградної лози чи їде на колісниці, запряженій левами або тиграми. Як правило, його супроводжують пантера, леопард, тигр, і він часом схиляється до них, щоб дати їм випити вина із джбана. У жертву Діонісові приносили цапа або зайця, вино, змішане з водою.
У нову добу до сюжету міфів про Діоніса зверталися в живописі Мартен ван Гемскерк, Тіціан, Дж. Романо, А. Карраччі, Пітер Пауль Рубенс, Ніколя Пуссен (особливо популярними були сцени зустрічі Д. та Аріадни); в скульптурі — І. Г. Даннекер, Бертель Торвальдсен; у музиці — Олександр Даргомижський, Клод Дебюссі, Ріхард Штраус, Жуль Массне.

## Трактування образу
У «Народженні трагедії» (1872) німецький філософ Фрідріх Ніцше припустив, що в основі розвитку грецької трагедії лежить суперечність між естетичними принципами Аполлона та Діоніса. Діоніс постає уособленням нестримно хаотичного та ірраціонального, тоді як Аполлон — впорядкованого та раціонального. Така ідея відсутня в класичних джерелах, проте здобула таку популярність, що вплинула на подальші трактування античних текстів. У праці Ніцше «По той бік добра і зла» (1886), а пізніше «Сутінки ідолів», «Антихрист» і «Ecce Homo» Діоніс розглядався як втілення нестримної волі до влади. Російський філолог і філософ В'ячеслав Іванов у книгах «Еллінська релігія Бога-страдника» (1904) і «Діоніс і раннє діонісіанство» (1921) розробляв теорію діонісіанства, простежуючи витоки літератури, і зокрема трагедії, до стародавніх діонісійських містерій.
Роберт Ґрейвс вважав, що культ Діоніса як бога вина поширився з Криту, де винайшли виноградне вино. Вживання вина поширилося по берегах Середземного моря та в Індію, витісняючи місцеві алкогольні напої, зокрема ті, що використовувалися в обрядах. У Греції його культ поширився через Фригію. Спершу Діоніс міг бути богом пива Сабазієм. Убивство Діоніса менадами може відображати звичай щорічного принесення в жертву хлопчика, коли його вбивали жриці в масках коней. Міфи про Діоніса багато в чому подібні до міфів про Загрея, що іноді постає попереднім утілення бога вина.